# SVアイントラハト・ホーケッペル
SVアイントラハト・ホッケッペル（SV Eintracht Hohkeppel、正式名称：Sportverein Eintracht Hohkeppel e.V.）は、ドイツ・ヘッセン州・ホーケッペルリンドラー地区のスポーツクラブ。

## 概要
クラブは1966年3月19日に設立され、サッカーのほかにテニス、卓球、バレーボールも行っている。
サッカー部員は当初、数十年にわたり地区レベルでしかプレーしていなかった。2010年に地区リーグBに昇格し、4年後には地区リーグAに昇格した。2016年、アイントラハトは地区リーグに昇格した。4年後にはランデスリーガに昇格し、2022年にはミッテルラインリーガに昇格した。2023/24シーズンにはリージョナルリーガ西部に昇格した。地域リーグでは、1.FCデューレンのスタジアム、ヴェストカンプバーンを使用する予定。リンドラー＝ケッティンゲンにあるクラブ所有のスタジアムは、地域リーグに適合させるために175万ユーロを投じて改築される。

## サッカー

### 歴史
1966年3月19日に創設。
2003年、9部のクライスリーガに参入。
2004-2005シーズン、クライスリーガB・9部16位、クライスリーガC・10部降格。
2005-2006シーズン、クライスリーガC・10部優勝、クライスリーガB・9部昇格。
2006-2007シーズン、クライスリーガB・9部15位、クライスリーガC・10部降格。
2009-2010シーズン、クライスリーガC・10部優勝、クライスリーガB・9部昇格。
2013-2014シーズン、クライスリーガB・9部優勝、クライスリーガA・8部昇格。
2015-2016シーズン、クライスリーガA・8部優勝、ベツィルクスリーガ・ミッテルライン・スタッフェル1・7部昇格。
2019-2020シーズン、ベツィルクスリーガ・ミッテルライン・スタッフェル1・7部優勝、ランデスリーガ・ミッテルライン・スタッフェル1・6部昇格。
2020-2021シーズン、ランデスリーガ・ミッテルライン・スタッフェル1・6部優勝。
2021-2022シーズン、ランデスリーガ・ミッテルライン・スタッフェル1・6部優勝、オーバーリーガ・ミッテルライン・5部昇格。

### 過去の成績
| シーズン | ディビジョン                   | ディビジョン | ディビジョン | ディビジョン | ディビジョン | ディビジョン | ディビジョン | ディビジョン | ディビジョン | DFBポカール |
| シーズン | リーグ                         | 試           | 勝           | 分           | 敗           | 得           | 失           | 点           | 順位         | DFBポカール |
| -------- | ------------------------------ | ------------ | ------------ | ------------ | ------------ | ------------ | ------------ | ------------ | ------------ | ----------- |
| 2023-24  | オーバーリーガ・ミッテルライン | 29           | 21           | 5            | 3            | 79           | 22           | 65           | 1位          |             |
| 2024-25  | レギオナルリーガ・ヴェスト     |              |              |              |              |              |              |              |              |             |

出典
| - 2003-04 クライスリーガB4・9部 9位 - 2004-05 クライスリーガB3・9部 16位 降格 - 2005-06 クライスリーガC6・10部 優勝 昇格 - 2006-07 クライスリーガB2・9部 15位 降格 - 2007-08 クライスリーガC5・10部 4位 - 2008-09 クライスリーガC5・10部 2位 - 2009-10 クライスリーガC5・10部 優勝 昇格 - 2010-11 クライスリーガB2・9部 5位 - 2011-12 クライスリーガB2・9部 9位 - 2012-13 クライスリーガB2・9部 5位 | - 2013-14 クライスリーガB3・9部 優勝 昇格 - 2014-15 クライスリーガA・8部 6位 - 2015-16 クライスリーガA・8部 優勝 昇格 - 2016-17 ベツィルクスリーガ・ミッテルライン・スタッフェル1・7部 6位 - 2017-18 ベツィルクスリーガ・ミッテルライン・スタッフェル1・7部 3位 - 2018-19 ベツィルクスリーガ・ミッテルライン・スタッフェル1・7部 3位 - 2019-20 ベツィルクスリーガ・ミッテルライン・スタッフェル1・7部 優勝 昇格 - 2020-21 ランデスリーガ・ミッテルライン・スタッフェル1・6部 優勝 - 2021-22 ランデスリーガ・ミッテルライン・スタッフェル1・6部 優勝 昇格 - 2022-23 オーバーリーガ・ミッテルライン・5部 5位 |

### タイトル

#### 国内タイトル
- クライスリーガC: 2回

2005-06, 2009-10
- クライスリーガB: 1回

2013-14
- クライスリーガA: 1回

2015-16
- ベツィルクスリーガ・ミッテルライン・スタッフェル1: 1回

2019-20
- ランデスリーガ・ミッテルライン・スタッフェル1: 2回

2020-21, 2021-22

#### 国際タイトル
なし

### 現所属メンバー
2024年12月1日現在
注：選手の国籍表記はFIFAの定めた代表資格ルールに基づく。
| No. | Pos. |                          | 選手名                            |
| --- | ---- | ------------------------ | --------------------------------- |
| 1   | GK   | ドイツ                   | ケビン・ジャックマス              |
| 2   | DF   | クロアチア               | レオン・ペッシュ () ★             |
| 4   | DF   | ドイツ                   | スヴェン・ワーム                  |
| 5   | DF   | ドイツ                   | マッティ・フィードラー            |
| 6   | MF   | ボスニア・ヘルツェゴビナ | ディノ・ビサノヴィッチ ()         |
| 8   | MF   | ドイツ                   | チェンク・ドゥルガン ()           |
| 9   | FW   | アンゴラ                 | ジョゼ・ピエール・ヴンギディガ () |
| 10  | FW   | ドイツ                   | エメル・トカチ ()                 |
| 11  | MF   | ポルトガル               | ケヴィン・ロドリゲス・ピレス () ★ |
| 12  | FW   | ドイツ                   | リヒャルト・スクタ＝パス () ★     |
| 13  | DF   | ドイツ                   | フィラット・タンサー ()           |
| 14  | FW   | ドイツ                   | マイク・オウス ()                 |
| 15  | MF   | コソボ                   | ベハディル・シャバニ () ★         |
| 17  | MF   | ドイツ                   | ミヒャエル・ガルダウスキー () ★   |
| 18  | FW   | ドイツ                   | エンツォ・ヴィルツ                |

| No. | Pos. |            | 選手名                                   |
| --- | ---- | ---------- | ---------------------------------------- |
| 19  | FW   | ドイツ     | サミ・アクレミ ()                        |
| 20  | MF   | ドイツ     | ヤネス・ホフマン                         |
| 21  | FW   | ドイツ     | ワイス・エザミ () ★                      |
| 22  | GK   | ドイツ     | トム・ゲスナー                           |
| 23  | MF   | ドイツ     | カーン・カラドゥマン () ★                |
| 24  | DF   | ドイツ     | ピウス・クレッチマー ★                   |
| 25  | DF   | ドイツ     | アーリンド・ミミニ ()                    |
| 26  | GK   | ドイツ     | イェンス・フィキシ () ★                  |
| 27  | FW   | トルコ     | バトゥハン・オズデン () ★                |
| 28  | MF   | ドイツ     | アルディット・ミミニ ()                  |
| 29  | DF   | カメルーン | アルトゥール・エカレ () ★                |
| 29  | DF   | ドイツ     | フェリックス・ベネディクト・ノイホイザー |
| 33  | DF   | ドイツ     | ヤーノシュ・レーベ                       |
| 42  | FW   | ドイツ     | アミン・ブズラー () ★                    |
| 44  | MF   | ドイツ     | ニルス・テイシェイラ ()                  |

※括弧内の国旗はその他の保有国籍を、星印はEU圏外選手を示す。
監督
- イラクリス・メタクサス（英語版）

### ローン移籍選手
in
注：選手の国籍表記はFIFAの定めた代表資格ルールに基づく。
| No. | Pos. |            | 選手名                                                   |
| --- | ---- | ---------- | -------------------------------------------------------- |
| 2   | DF   | クロアチア | レオン・ペッシュ (FCヴェークベルク＝ベーク) ()           |
| 11  | MF   | ポルトガル | ケヴィン・ロドリゲス・ピレス (SCフォルトゥナ・ケルン) () |
| 21  | FW   | ドイツ     | ワイス・エザミ (SCフォルトゥナ・ケルン) ()               |
| 42  | FW   | ドイツ     | アミン・ブズラー (VfB 03 ヒルデン) ()                    |
| 12  | FW   | ドイツ     | リヒャルト・スクタ＝パス (SCフォルトゥナ・ケルン) ()     |
| 17  | MF   | ドイツ     | ミヒャエル・ガルダウスキー (イオニコスFC) ()             |

| No. | Pos. |            | 選手名                                                   |
| --- | ---- | ---------- | -------------------------------------------------------- |
| 23  | MF   | ドイツ     | カーン・カラドゥマン (FCヴィクトリア・ケルンU-19) ()     |
| 26  | GK   | ドイツ     | イェンス・フィキシ (ジークブルガーSV 04) ()              |
| 27  | FW   | トルコ     | バトゥハン・オズデン (スポルトフロンデ・バウムベルク) () |
| 15  | MF   | コソボ     | ベハディル・シャバニ (無所属) ()                         |
| 24  | DF   | ドイツ     | ピウス・クレッチマー (無所属)                            |
| 29  | DF   | カメルーン | アルトゥール・エカレ (無所属) ()                         |

out
注：選手の国籍表記はFIFAの定めた代表資格ルールに基づく。
| No. | Pos. |          | 選手名                                              |
| --- | ---- | -------- | --------------------------------------------------- |
| --  | MF   | アンゴラ | ナルシソ・ルバカ (TuS BWケーニヒスドルフ) ()        |
| --  | MF   | ドイツ   | アンスガー・プフリューガー (FCヘンネフ05)           |
| --  | DF   | ドイツ   | ガブリエル・ンボンゴ (テュルキッシャーSVデューレン) |
| --  | FW   | 日本     | 寺沼健翔 (無所属)                                   |

| No. | Pos. |        | 選手名                                                    |
| --- | ---- | ------ | --------------------------------------------------------- |
| --  | FW   | ドイツ | ダヴィド・ボルス (移籍先未定)                             |
| --  | FW   | 日本   | 梶谷佳士 (SVアイントラハト・ホッケッペルII)               |
| --  | GK   | ドイツ | マッテオ・テッサロロ (SSVホンブルク・ニュームブレヒト) () |

### 歴代監督
- ペイマン・ラベット 2015.7-2017.11
- シュペイティム・ヴェリッチ (暫定) 2017.11-2018.6
- マイク・アルツァー 2017.11-2018.1
- コンラッド・チャルネツキ 2018.1-5
- タネル・ドゥルドゥ 2018.7-2019.6
- アブドゥッラー・ケセロール 2019.7-2022.11
- ケビン・タイセン 2022.11-12、2024.2
- ダニエル・カール 2022.11-12
- マフムト・テムル（英語版） 2023.1-2024.2
- ムトゥル・デミル 2024.2-9
- イラクリス・メタクサス（英語版） 2024.9-

### 歴代所属選手

#### GK
- ヨナス・セラ（英語版） 2014-2019
- イェンス・リヒトロヴィッツ 2015
- サーシャ・ヌスバウム 2015-2019
- フィリップ・ヘラー 2015-2016
- ニコラス・クレバー 2017-2020、2021-2023
- ダニエル・ザヌッコ 2018-2022
- トム・ブラウアー 2019-2024
- メルトカン・アカール 2022-2023
- エムレ・オズテュルク 2022-2023
- パク・チソク 2022-2023
- ケビン・ジャックマス 2023-
- マッテオ・テッサロロ 2023-2024
- トム・ゲスナー 2024-
- イェンス・フィキシ 2024-

#### DF
- ユルゲン・ヴュルト 2013-2017
- マルコ・タイセン 2014-2019
- ロビン・タイセン 2014-2020
- トビアス・ミビス 2015-2018
- ファビアン・ロイデンバッハ 2016-2019
- ルーカス・ダッペン 2016-2017
- ヤン・シュムーデ 2017-2018
- ファビアン・アペル 2017-2020、2021-2022
- ヤニック・エルサレム 2017-2019
- クリストファー・ライター 2018-2020
- デニス・ワイス 2018-2019、2021-2022
- ヤン・ルーナウ・ゲウニヒ 2018-2019
- レオン・レガート 2018-2019
- フェフド・メスティリ 2018-2019
- ジミー・ムビヤバンガ 2019
- ティム・ハイムブルッフ 2019
- アミール・アリ・モストウフィ 2019-2020
- セルカン・ダルマン 2019-2022
- ブニャミン・コユンク 2019-2021
- アリ・エリャキン 2019-2022
- ワリド・セクール 2020-2021、2022-2023
- フェリックス・ハース 2020
- エセム・カイス 2020-2022
- 二階堂栄輝 2020-2021
- ムハンマド・アクデニズ 2020-2021
- ハサン・セルチュク・アラギョス 2020-2021
- ミハイル・チフチオール 2020-2021
- キム・ジュイル 2021-2022
- マイク・マルカート 2021-2023
- ガブリエル・ンボンゴ 2021-2022 2023-2024
- モーリス・ヴェルテン 2021-2022
- スヴェン・ワーム 2021-
- ティル・バウマン 2022-2024
- ニルス・サイモン・レマゲン 2022-2023
- カネル・セティン 2022-2023
- マッティ・フィードラー 2022-
- アーリンド・ミミニ 2022-
- ヤーノシュ・レーベ 2022-
- フィラット・タンサー（英語版） 2023-
- フェリックス・ベネディクト・ノイホイザー 2023-
- レオン・ペッシュ 2024-
- ピウス・クレッチマー（英語版） 2024-
- アルトゥール・エカレ 2024-

#### MF
- ティボー・ヒーバー 2015-2020
- ロビン・ヒーバー 2015-2017
- レオン・ヒーバー 2015-2018
- カールステン・ギュルデン 2015-2022
- セヴェリン・ブロッホハウス 2015-2022
- カスラ・ガレ・チェー 2016-2017、2018-2022
- シュテファン・シュムーデ 2016-2018
- ダニエル・レクシャ 2016-2017
- マックス・ゲスナー 2016-2019
- ティムール・ミリテュルク 2017-2018、2019-2020
- マックス・ロムニッツ 2017-2018
- マティアス・ハートウィグ 2018-2019
- スティーブ・エメメクウェ 2018-2019
- ポール・ホフマイスター 2018-2020
- エネス・デルマク 2018-2019
- マルセル・ワンディンガー 2019
- エルギン・アブドゥル 2019-2020
- ナルシソ・ルバカ（英語版） 2019-2024
- エクレム・エンギン 2019-2021、2022
- アナスタシオス・パポウリディス 2019-2020
- ユスフ・キリッチ 2020
- テルモ・ピレス・テイシェイラ 2020-2023
- ムラト・トゥラン 2020-2021
- マヌエル・グロワツ 2020-2023
- 岡本風雅 2020-2021
- 高橋義和 2021-2022
- マルセル・ヘラー 2021-2022
- モハマドレザ・アフマディアン 2021-2022
- トゥガイ・デュゼルテン 2022-2023
- 北邑拓也 2022
- カイ・ベーシング 2022-2023
- ティツィアーノ・ロ・イアコノ 2022-2023
- ニルス・テイシェイラ 2022-
- アルディット・ミミニ 2022-
- ニルソン・サントス 2022-2023
- セルギー・ルシャン 2022-2023
- チェンク・ドゥルガン 2023-
- ヤネス・ホフマン 2023-
- ディノ・ビサノヴィッチ（英語版） 2023-
- アンスガー・プフリューガー 2023-2024
- ケヴィン・ロドリゲス・ピレス（英語版） 2024-
- ミヒャエル・ガルダウスキー（英語版） 2024-
- カーン・カラドゥマン 2024-
- ベハディル・シャバニ 2024-

#### FW
- ハカン・ギュルソイ 2014-2018
- ヨナス・スティーフェルハーゲン 2014-2019
- ダヴィド・リッセ 2015-2016
- レオン・フレーリッヒ 2015-2017
- サリフ・タタル 2015-2018、2022-2023
- ヌー・ファン・グエン 2016-2017
- ホアン・ナム・チャウ 2017-2019
- トーマス・トマネク 2017-2022
- アロイ・イヘナチョ 2018-2019
- トーマス・タマレ 2018-2019
- ギュヴェン・ギュン 2018-2019
- マフムト・テムル（英語版） 2019-2023
- ヤン・パトリック・カディアタ 2019-2021
- ファディ・ジェイフェイリー 2019-2022
- クリスティアン・ザウィストフスキ 2019-2021
- 水島圭介 2019-2020
- バブ・シラ 2019-2022
- タイフン・ペクテュルク 2020-2023
- ルーカス・ムスクルス 2021-2023
- マーヴィン・アルマン・ギル 2021-2022
- 橋本峻弥 2022-2023
- マヌエル・カバンビ 2022-2023
- モハメド・ダハス 2022-2023
- 梶谷佳士 2023-2024
- エメル・トカチ 2023-
- エンツォ・ヴィルツ 2023-
- ダヴィド・ボルス 2023-2024
- マイク・オウス 2023-
- サミ・アクレミ 2023-
- 寺沼健翔 2024
- ジョゼ・ピエール・ヴンギディガ 2024-
- ワイス・エザミ 2024-
- アミン・ブズラー 2024-
- リヒャルト・スクタ＝パス 2024-
- バトゥハン・オズデン 2024-